# Amersfoort
Amersfoort város Hollandia középső részén, Utrecht tartományban, Amszterdamtól kb. 40 km-re délkeletre.
A város gyorsan növekszik, a tartomány második és az ország tizenötödik legnagyobb városa. Lakosainak száma 157 462 fő (2021. január 1.).
Iparváros, fémárut, élelmiszert, vegyi anyagokat gyártanak itt. Több nemzetközi cég egyik központja (Nutreco, Yokogawa, DHV).
Két autópálya megy át a város területén: az A1-es (Amsterdam–Apeldoorn) és az A28-as (Utrecht–Groningen).
Amersfoort egy jó állapotban megmaradt középkori óvárossal is rendelkezik.

## Híres szülöttei
- Johan van Oldenbarnevelt (1547–1619), állomferfi
- Paulus Bor (1601–1669)  festő
- Nicolaas Pieneman (1809–1860), festő
- Marie de Jonge (1872–1951), festő
- Piet Mondrian (1872–1944), festő
- Willem Sandberg (1897–1984), grafikus és tipográfus
- Johannes Heesters (1903–2011), színész
- Ben Pon (1936–2019), autóversenyző
- Henk Wery (1943–), labdarúgó
- Kas Oosterweis (1951–) építészmérnök
- John van den Brom (1966–), labdarúgó
- Nick Catsburg (1988–) autóversenyző
- Laura van der Heijden (1990–), kézilabdázó
- Marco van Ginkel (1992–), labdarúgó
- Femke Bol (2000–), atléta

## Itt  éltek
- Jacob van Campen holland építész itt halt meg 1657. szeptember 13-án

## Háztartások száma
Amersfoort háztartásainak száma az elmúlt években az alábbi módon változott:
| Háztartások száma | 62 531 | 63 133 | 64 163 | 64 772 | 65 226 | 65 998 |
|                   | 2010   | 2011   | 2012   | 2013   | 2014   | 2015   |

## Galéria

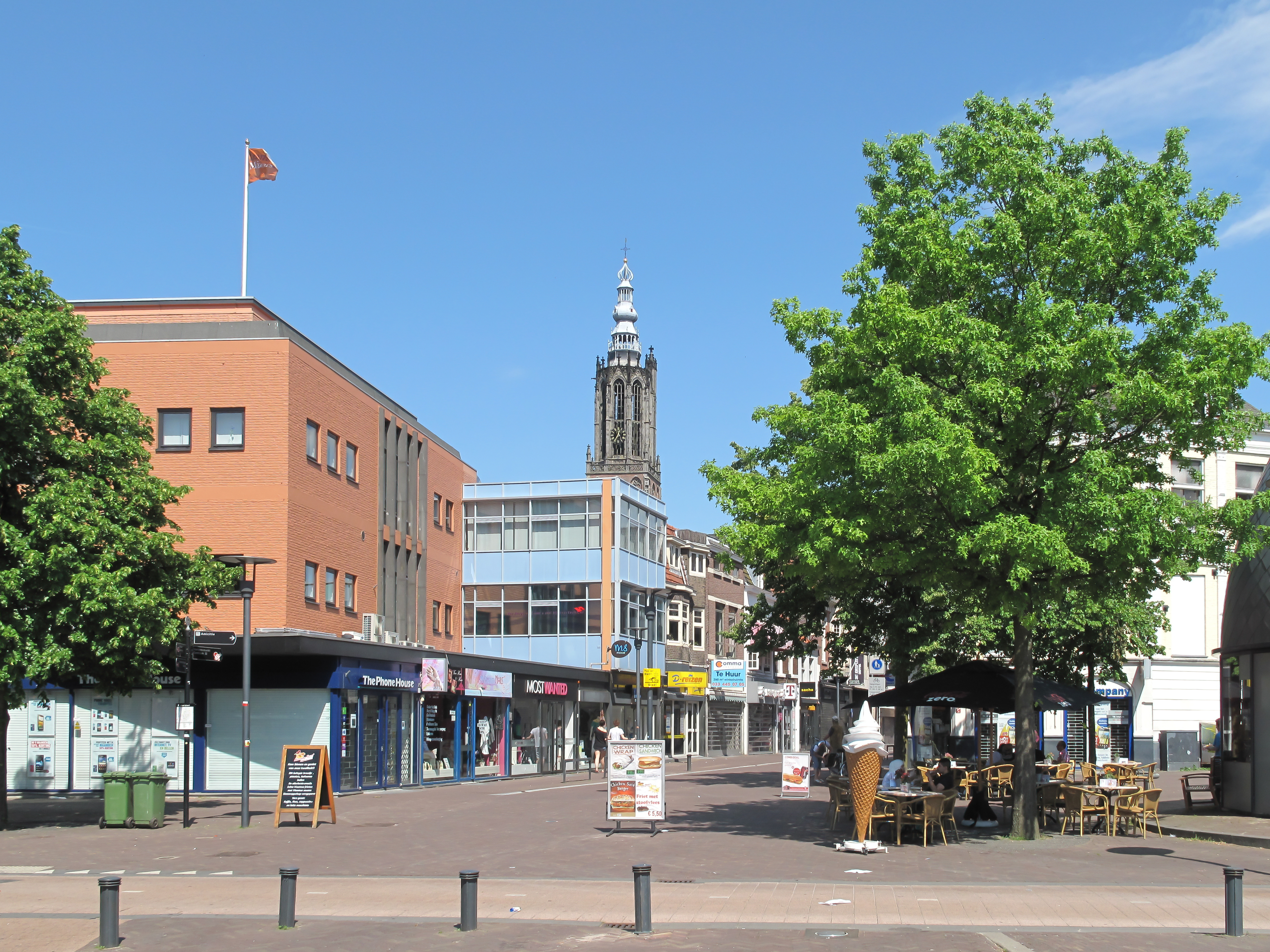
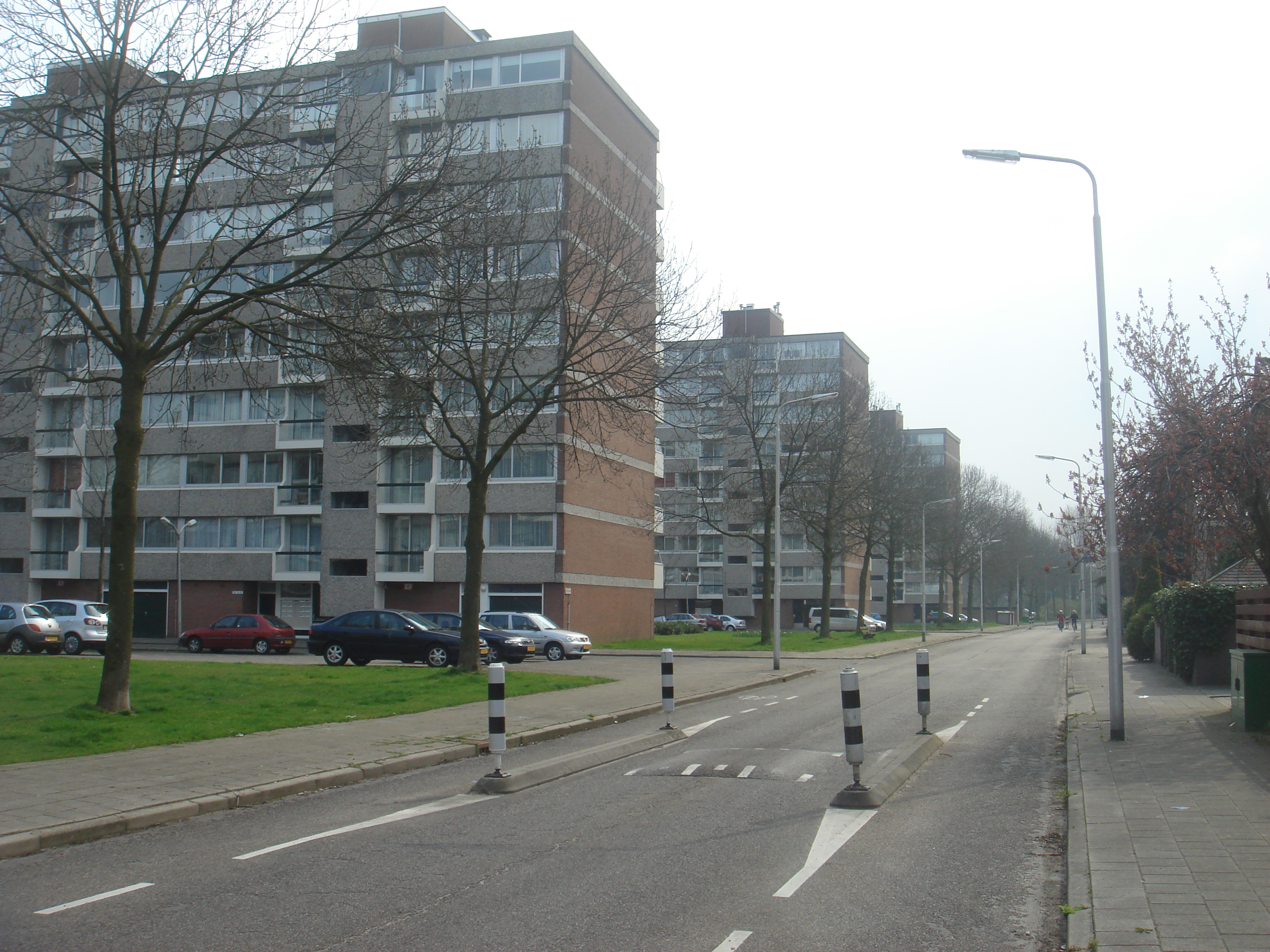
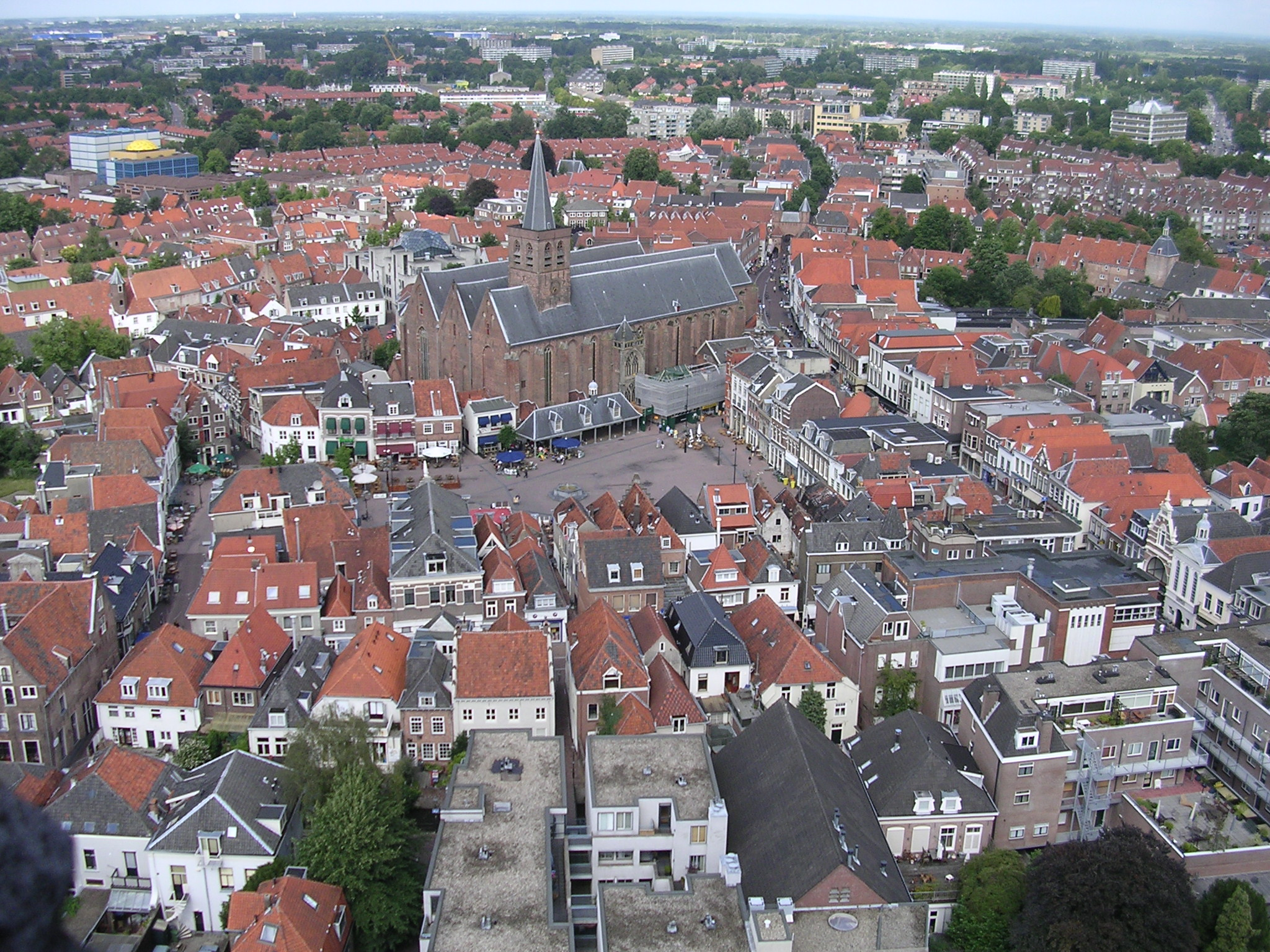
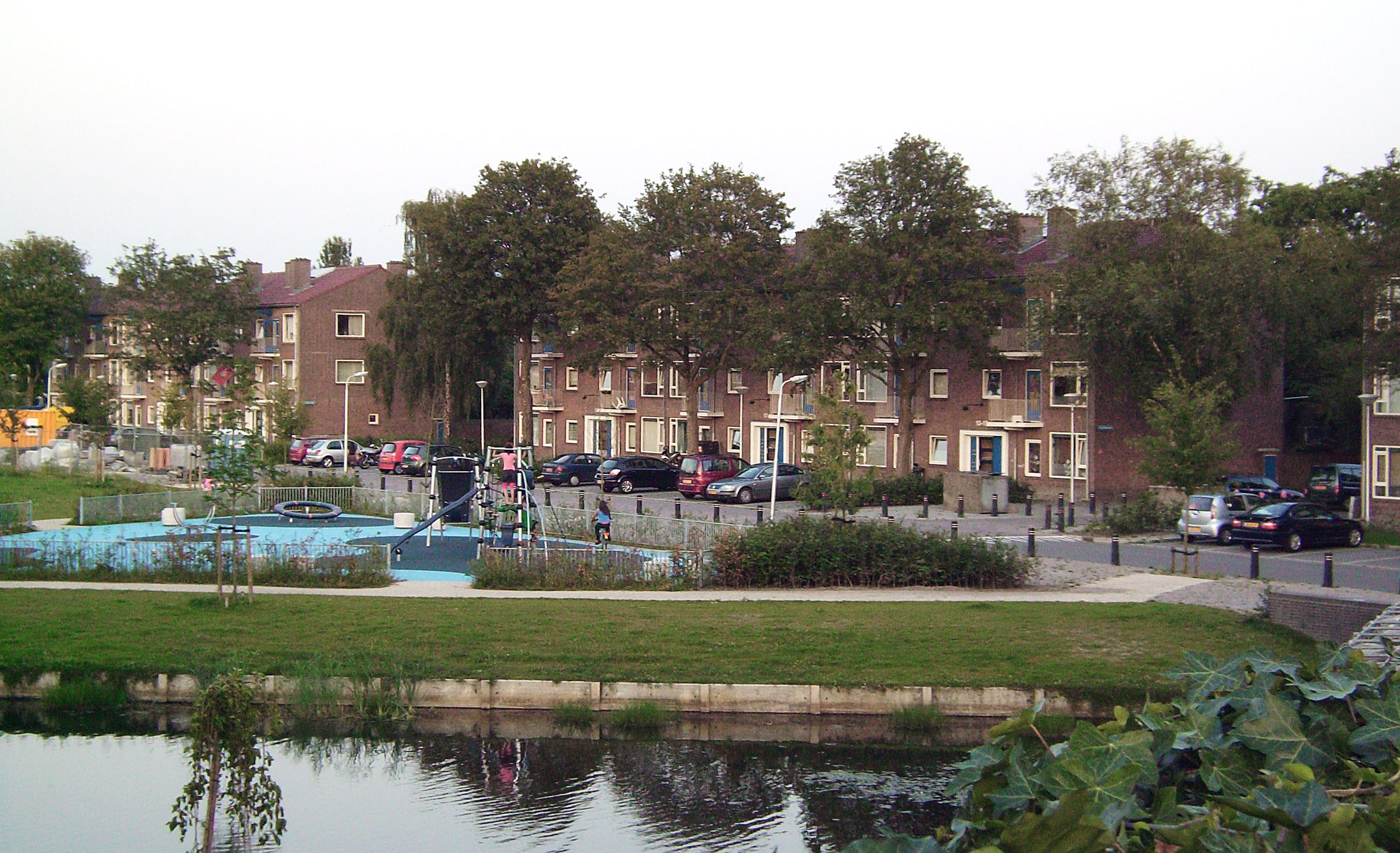
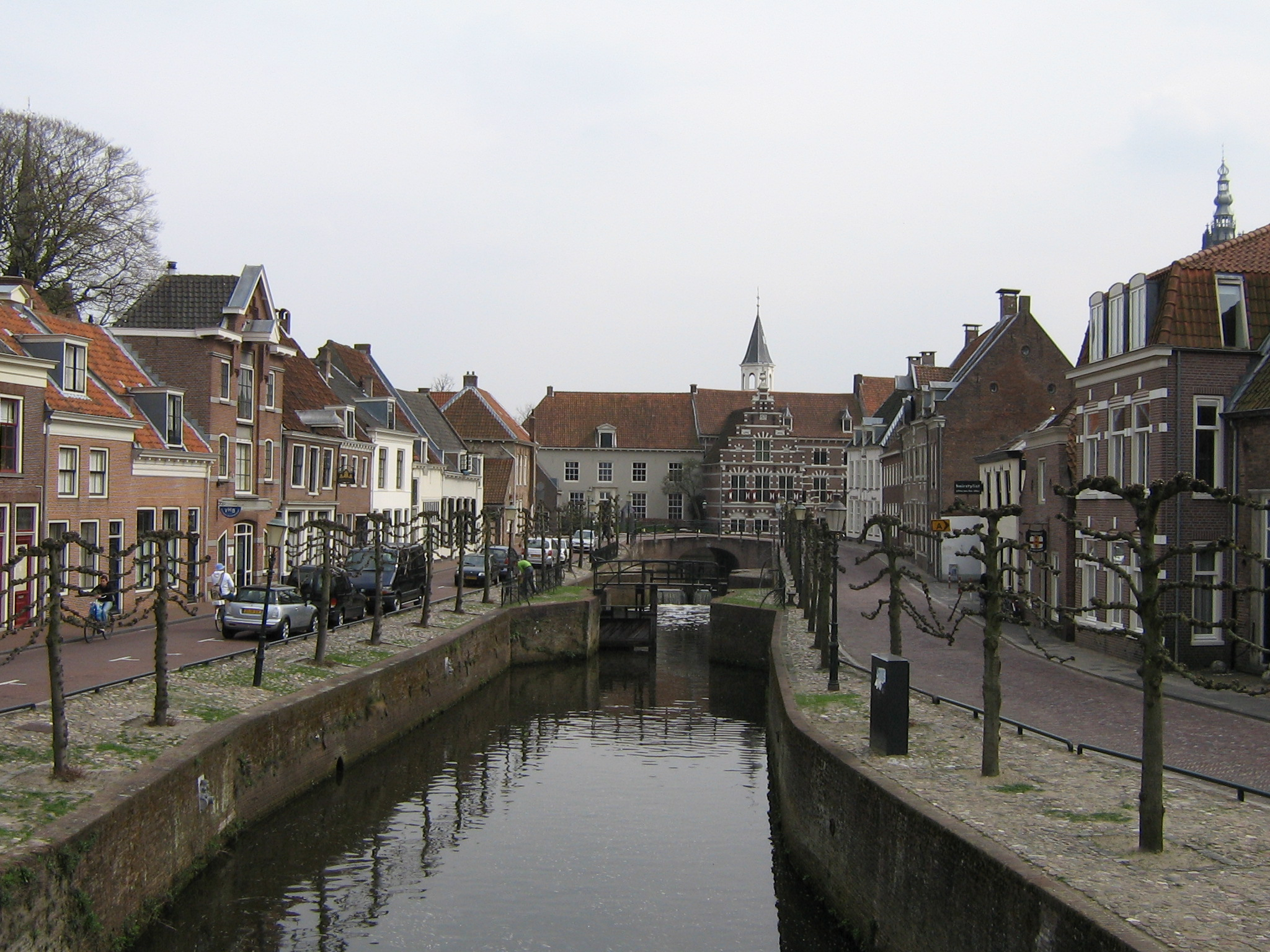
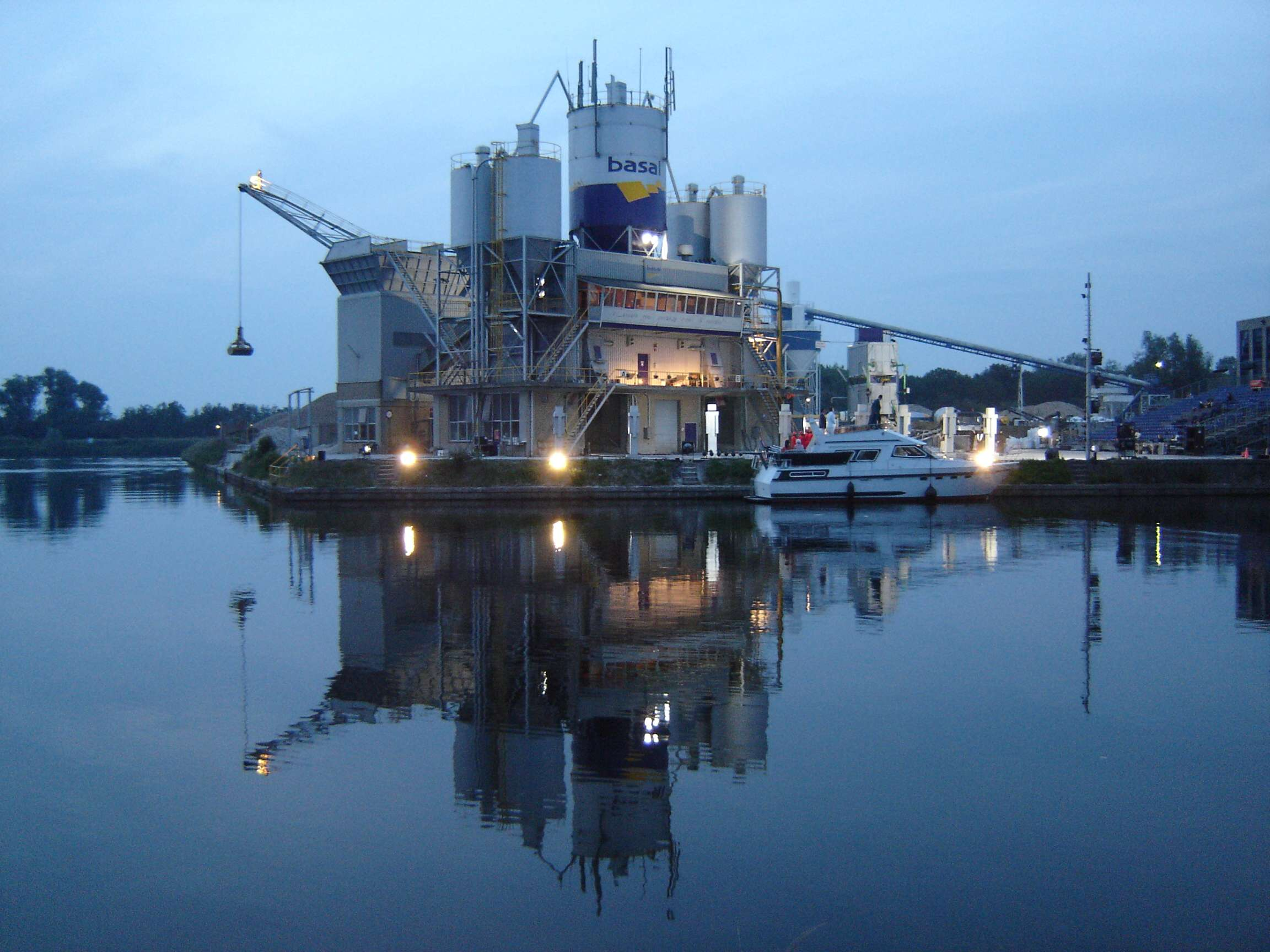
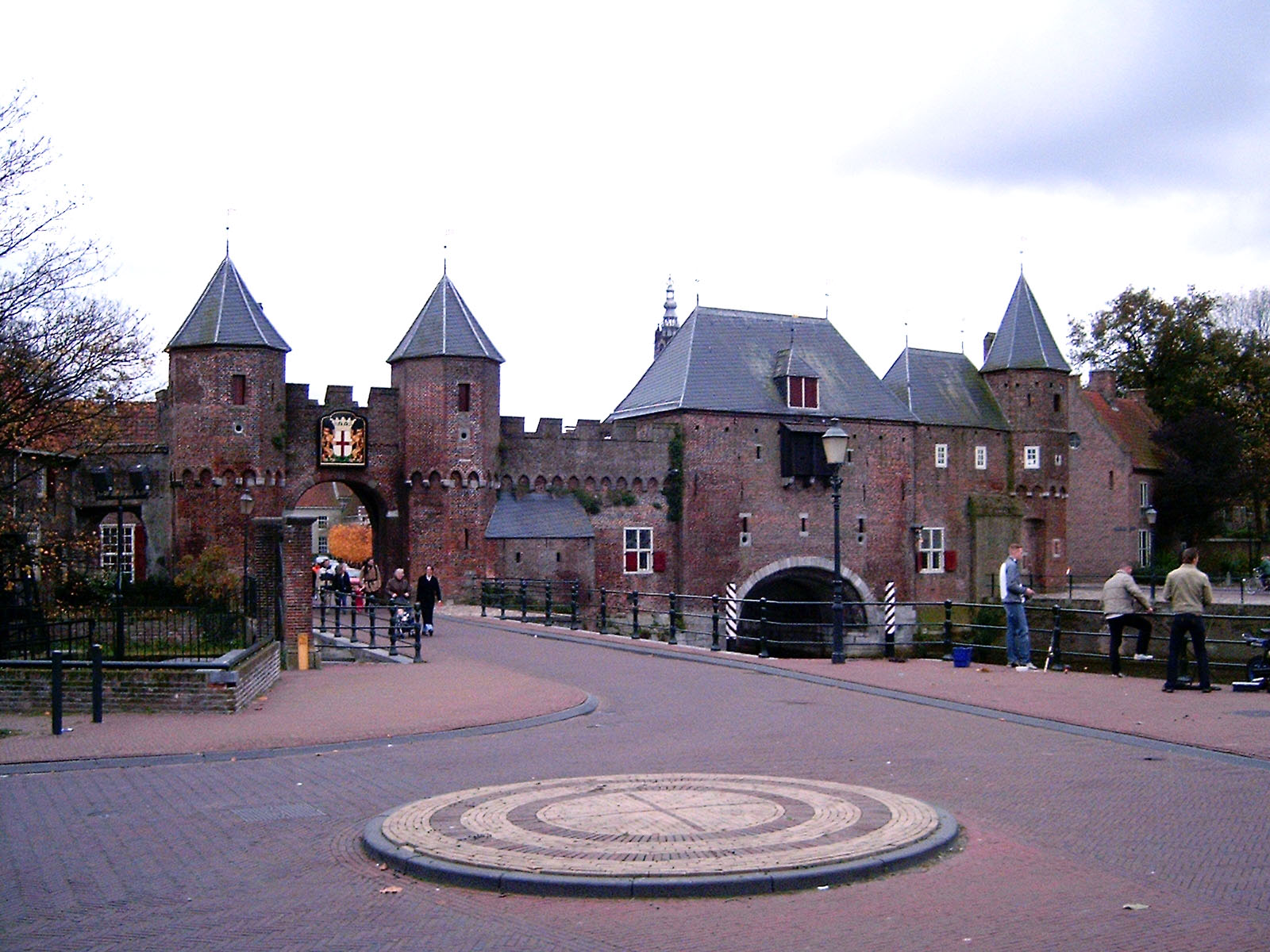
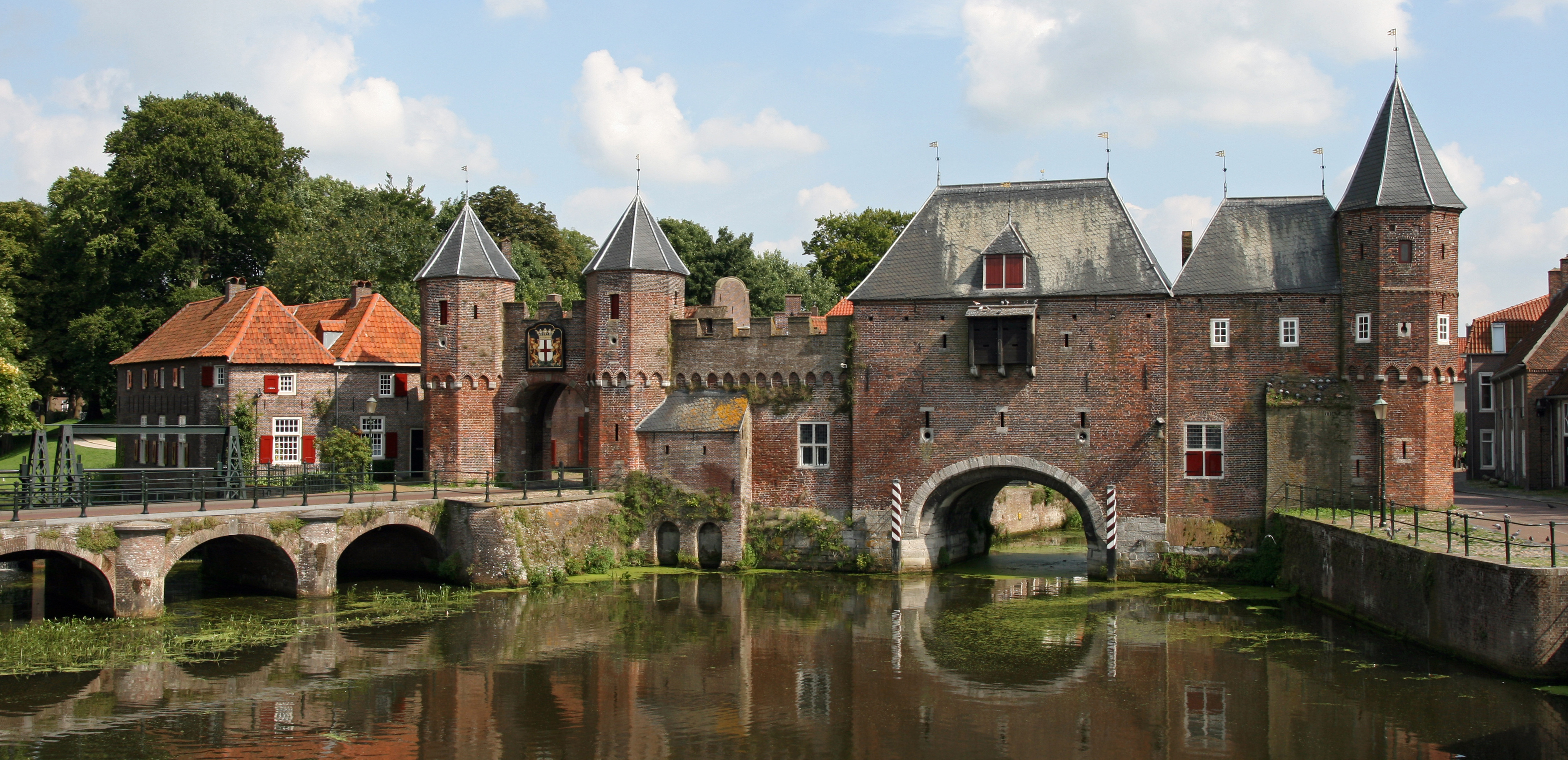